# High School de Beverly Hills
Beverly Hills High School é a única escola secundária pública principal em Beverly Hills, Califórnia. A outra escola secundária pública em Beverly Hills, Moreno High School, é uma pequena escola alternativa localizada no campus de Beverly. Beverly Hills High School foi originalmente criada no Los Angeles City High School District. Em 23 de março de 1936, a Beverly Hills Elementary School District deixou o Los Angeles City High School District e formou a Beverly Hills High School Distric.
Durante os anos escolares de 1999-2000 e 2004-05, Beverly Hills High School foi reconhecida com o Prêmio de Excelência da Escola Blue Ribbon pelo Departamento de Educação dos Estados Unidos, o prêmio mais alto que uma escola americana pode receber. Newsweek classificou-a como a 267ª melhor escola secundária pública no país.